# Gornje Prapreče
Gornje Prapreče je naselje u slovenskoj Općini Trebnju. Gornje Prapreče se nalazi u pokrajini Dolenjskoj i statističkoj regiji Jugoistočnoj Sloveniji. 

## Stanovništvo
Prema popisu stanovništva iz 2002. godine naselje je imalo 31 stanovnika.